# Mistrzostwa Świata w Strzelectwie 1914
Mistrzostwa Świata w Strzelectwie 1914 – osiemnasta edycja mistrzostw świata w strzelectwie. Odbyły się one w duńskim Viborgu. Udział brali tylko mężczyźni. 
Rozegrano jedenaście konkurencji. Indywidualnie najwięcej medali zdobyli Szwajcar Konrad Stäheli i Francuz René Georges (obaj po pięć). W klasyfikacji medalowej zwyciężyli Francuzi. Gospodarze zajęli czwarte miejsce z dorobkiem jednego złotego, jednego srebrnego i czterech brązowych medali.
W następnym roku nie rozegrano mistrzostw z powodu wybuchu I wojny światowej. Kolejny mundial odbył się w 1921 roku.

## Klasyfikacja medalowa
Gospodarze mistrzostw
| Pozycja | Kraj       | Złoto | Srebro | Brąz | Łącznie |
| ------- | ---------- | ----- | ------ | ---- | ------- |
| 1       | Francja    | 3     | 5      | 3    | 11      |
| 2       | Szwajcaria | 3     | 3      | 1    | 7       |
| 3       | Holandia   | 2     | 1      | 0    | 3       |
| 4       | Dania      | 1     | 1      | 4    | 6       |
| 5       | Belgia     | 1     | 0      | 1    | 2       |
| 5       | Włochy     | 1     | 0      | 1    | 2       |
| 7       | Szwecja    | 0     | 1      | 0    | 1       |
| 8       | Finlandia  | 0     | 0      | 1    | 1       |

## Wyniki
| Konkurencja                                     | Złoto                                                                                            | Wynik     | Srebro                                                                          | Wynik     | Brąz                                                                                     | Wynik     |
| Karabin wojskowy, trzy postawy, 300 m           | Aix Bouwens                                                                                      | 484 pkt.  | Antonius Bouwens                                                                | 464 pkt.  | Roberto Walfer                                                                           | 464 pkt.  |
| Karabin wojskowy leżąc, 300 m                   | Augustin Barbillat                                                                               | 174 pkt.  | Albert Courquin                                                                 | 173 pkt.  | E. Walter                                                                                | 171 pkt.  |
| Karabin wojskowy klęcząc, 300 m                 | Svend Tomsen                                                                                     | 162 pkt.  | Erik Blomqvist                                                                  | 161 pkt.  | Augustin Barbillat                                                                       | 161 pkt.  |
| Karabin wojskowy stojąc, 300 m                  | Aix Bouwens                                                                                      | 155 pkt.  | Anders Petersen                                                                 | 153 pkt.  | Niels Larsen                                                                             | 153 pkt.  |
| Karabin dowolny, trzy postawy, 300 m            | René Georges                                                                                     | 1056 pkt. | Konrad Stäheli                                                                  | 1049 pkt. | Lars Jørgen Madsen                                                                       | 1024 pkt. |
| Karabin dowolny, trzy postawy, 300 m, drużynowo | Szwajcaria Mathias Brunner Fritz Kuchen Marcel Meyer de Stadelhofen Konrad Stäheli Caspar Widmer | 5025 pkt. | Francja Albert Courquin René Georges A. Husson André Parmentier Achille Paroche | 4902 pkt. | Dania Niels Andersen Kjœr Madsen Lars Jørgen Madsen Anders Petersen Anders Peter Nielsen | 4871 pkt. |
| Karabin dowolny leżąc, 300 m                    | Konrad Stäheli                                                                                   | 360 pkt.  | René Georges                                                                    | 357 pkt.  | Lars Jørgen Madsen                                                                       | 357 pkt.  |
| Karabin dowolny klęcząc, 300 m                  | Konrad Stäheli                                                                                   | 357 pkt.  | René Georges                                                                    | 351 pkt.  | Mathias Brunner                                                                          | 351 pkt.  |
| Karabin dowolny stojąc, 300 m                   | René Georges                                                                                     | 348 pkt.  | Konrad Stäheli                                                                  | 332 pkt.  | Gustaf Nyman                                                                             | 329 pkt.  |
| Pistolet dowolny, 50 m                          | Paul Van Asbroeck                                                                                | 528 pkt.  | Mathias Brunner                                                                 | 528 pkt.  | André Regaud                                                                             | 518 pkt.  |
| Pistolet dowolny, 50 m, drużynowo               | Włochy Alfredo Galli Raffaele Frasca Luigi Moretto Roberto Preda Ricardo Ticchi                  | 2518 pkt. | Francja Augustin Barbillat Jean Carrère Girardot Léon Johnson André Regaud      | 2497 pkt. | Belgia Paul Van Asbroeck Louis Andrieux Henri Sauveur Victor Robert Serruys              | 2483 pkt. |